# شین شی آه
شین شی آه (کره‌ای: 신시아؛ زادهٔ ۱۲ مه ۱۹۹۸) بازیگر اهل کره جنوبی است. او حرفهٔ خود را به عنوان نقش اصلی در فیلم پارک هون جونگ به نام جادوگر: بخش ۲. دیگری (۲۰۲۲) آغاز کرد.

## جوایز و نامزدی‌ها
| جوایز                                       | سال  | دسته                     | نامزد/اثر            | نتیجه    | منابع        |
| ------------------------------------------- | ---- | ------------------------ | -------------------- | -------- | ------------ |
| جوایز مدل آسیا                              | ۲۰۲۲ | بهترین بازیگر تازه‌کار زن | جادوگر: بخش ۲. دیگری | برنده    | [ ۴ ] [ ۵ ]  |
| هشتمین جوایز ستاره آسیایی ماری کلر بی‌آی‌اف‌اف | ۲۰۲۲ | ستاره در حال پیشرفت      | جادوگر: بخش ۲. دیگری | برنده    | [ ۶ ]        |
| جوایز فیلم اژدهای آبی                       | ۲۰۲۲ | بهترین بازیگر تازه‌کار زن | جادوگر: بخش ۲. دیگری | نامزدشده | [ ۷ ]        |
| جوایز هنری فیلم چونسا                       | ۲۰۲۲ | بهترین بازیگر تازه‌کار زن | جادوگر: بخش ۲. دیگری | نامزدشده | [ ۸ ]        |
| جوایز ناقوس بزرگ                            | ۲۰۲۲ | بهترین بازیگر تازه‌کار زن | جادوگر: بخش ۲. دیگری | نامزدشده | [ ۹ ] [ ۱۰ ] |

### فهرست‌ها
| ناشر   | سال  | فهرست                                                    | جایگیری | منابع  |
| ------ | ---- | -------------------------------------------------------- | ------- | ------ |
| سینه۲۱ | ۲۰۲۰ | بازیگران زن تازه‌کار در سال ۲۰۲۱ که باید به آنها توجه کرد | اول     | [ ۱۱ ] |